# Les Vengeances de Maître Poutifard
Pour plus de détails, voir Fiche technique et Distribution.
Les Vengeances de Maître Poutifard, ou Les Trois Vengeances de Maître Poutifard au Québec, est une comédie française réalisée par Pierre-François Martin-Laval et sortie en 2023.
Le film est inspiré du roman pour enfants La Troisième Vengeance de Robert Poutifard de Jean-Claude Mourlevat, paru en 2004.

## Synopsis
Robert Poutifard (Christian Clavier), instituteur et souffre-douleur de ses élèves. Il habite avec sa mère Huguette (Isabelle Nanty). Ses principaux bourreaux sont une bande : Audrey Nabindibo, la meneuse, Anthony Lecain, et les jumelles Camille et Mélanie Guillot. Robert rencontre Claudine Haignerelle (Jennie-Anne Walker), institutrice d'origine québécoise, récemment arrivée dans son école. Ils sympathisent puis développent une relation amoureuse. La bande refuse que Poutifard puisse être heureux et organisent le sabotage de la demande en mariage de Robert à Claudine, entraînant leur rupture. Robert développe aussitôt une profonde envie de se venger de ces quatre élèves qui ont, selon lui, détruit sa vie.
Dix-neuf ans plus tard, il profite de sa retraite et de son temps libre pour mettre son plan à exécution, rapidement aidé d'Huguette, plus au fait que lui des nouvelles technologies. Entretemps, les quatre anciens élèves ont tracé leur chemin dans la vie : Audrey est devenue une chanteuse à succès, connue sous le nom de scène O'drey, engagée dans de nombreuses causes, Anthony (Roby Schinasi) est devenu un chef cuisinier étoilé médiatique et exigeant, tandis que les jumelles Camille et Mélanie sont devenues des influenceuses aimées et énormément suivies malgré leur manque flagrant d'intelligence.
Robert a prévu de se venger d'Anthony en premier. Il téléphone à M. Pascal (Jacky Nercessian), critique gastronomique renommé, en se faisant passer pour un membre du personnel du restaurant d'Anthony et l'invite à venir le 15 du mois. Il se procure un émetteur d'ultrason interdit en France, qui rend agressif les animaux, qu'il fait importer en Moldavie. Il emprunte Brutus, le molosse de Monique (Juliette Plumecocq-Mech), son amie garagiste. Le soir de la date prévue, il se camoufle dans le parc du château-restaurant et enclenche l'émetteur d'ultrason. Brutus, déchainé, saccage les lieux et attaque les clients et le personnel. M. Pascal prononce la fermeture administrative du restaurant. Huguette dit à Robert qu'elle a compris qu'il lui cache quelque chose et il lui révèle son projet. Elle décide avec joie de l'aider.
La vengeance suivante vise les jumelles Camille et Mélanie. Robert sait qu'elles sponsorisent leur rencontre officielle avec le Président de la République (Pierre-François Martin-Laval), qui vient poser la première pierre sur le grand chantier de construction d'un gratte-ciel. Robert grimpe dans une grue. Lorsque les jumelles annoncent qu'elles vont remettre un cadeau au Président, Robert déverse un liquide visqueux qui recouvre celui-ci. Il s'enfuit par la flèche de la grue et rejoint sa mère qui l'attendait sur la terrasse d'un restaurant panoramique. Le Président fait bannir les jumelles d'internet.
La troisième vengeance consiste à ruiner la réputation exemplaire d'Audrey lors de son concert par la diffusion d'une vidéo deepfake lui attribuant des propos contraires à ses combats. Robert bénéficie d'une complicité supplémentaire car il découvre par hasard que Bouli, son ancien élève favori qui le défendait face à ses bourreaux, est devenu régisseur dans la salle où se déroule le concert ; c'est donc lui qui pourra diffuser la vidéo sur scène. Le soir de l'événement, Robert rencontre le fils d'Audrey, qui est atteint du syndrome d'Hutchinson-Gilford, une maladie rare et grave, qui provoque un vieillissement accéléré et une mort prématurée. Robert réalise les conséquences possibles de ses actes d'auto-justice sur des innocents. Il parvient alors à empêcher la diffusion de la vidéo.
Désormais en paix avec son passé, il peut enfin profiter de sa retraite, tandis que ses anciens élèves révèlent à Claudine ce qu'ils ont fait pour faire échouer leur mariage. Celle-ci reprend alors contact avec Robert.

## Fiche technique
Sauf indication contraire, les informations mentionnées dans cette section peuvent être confirmées par les bases de données cinématographiques IMDb et Allociné,  présentes dans la section « Liens externes ».
- Titre original : Les Vengeances de Maître Poutifard
- Titre québécois : Les Trois Vengeances de Maître Poutifard
- Réalisation : Pierre François Martin-Laval
- Scénario : Pierre François Martin-Laval et Daive Cohen, d'après l’œuvre de Jean-Claude Mourlevat
- Musique : Gisèle Gérard-Tolini
- Décors : Ilse Willocx
- Costumes : Mimi Lempicka
- Photographie : Nicolas Gaurin
- Montage : Reynald Bertrand
- Son : Pascal Jasmes et Alain Féat
- Production : Romain Rojtman
- Sociétés de production : Les Films du 24, UGC Images et Umedia
- Sociétés de distribution : UGC Distribution
- Budget : 15,6 millions d'€
- Pays de production :  France
- Langue originale : français
- Format : couleur — 2,35:1
- Genre : comédie
- Durée : 81 minutes
- Dates de sortie :
  - France, Suisse romande : 28 juin 2023

## Distribution
Sauf indication contraire, les informations mentionnées dans cette section peuvent être confirmées par les bases de données cinématographiques IMDb et Allociné,  présentes dans la section « Liens externes ».
- Christian Clavier : Robert Poutifard, instituteur célibataire
- Isabelle Nanty : Huguette Poutifard, mère de Robert, veuve
- Jennie-Anne Walker : Claudine Haignerelle, institutrice d'origine québécoise, collègue de Robert
- Roby Schinasi : Anthony Lecain, chef cuisinier étoilé maniaque et tyrannique
  - Aaron Ryndak : Anthony à 10 ans, membre de la bande
- Kezia Quintal : Audrey « O'Drey » Nabindibo, chanteuse
  - Shaëlyss Moesta : Audrey à 10 ans, meneuse de la bande
- Salomé Partouche : Camille Guillot, influenceuse
  - Lola Rosa Lavielle : Camille à 10 ans, membre de la bande
- Noémie Chicheportiche : Mélanie Guillot, influenceuse
  - Nina Taïeb : Mélanie à 10 ans, membre de la bande
- Oussama Kheddam : Bouli, régisseur
  - Sohel Harbouche : Bouli à 10 ans, chouchou de Robert
- Nicolas Berno : Mathias
- Djibril Galy : Raphaël, fils d'Audrey, atteint du syndrome d'Hutchinson-Gilford
- Stéphanie Van Vyve : la directrice de l'école où enseigne Robert
- Juliette Plumecocq-Mech : Monique, garagiste amie de Robert
- Jacky Nercessian : M. Pascal, critique gastronomique
- Jacques Chambon : M. Deverge-Honcourt
- Mourade Zeguendi : Petit Jean
- Pierre-François Martin-Laval : le Président de la République
- Éric De Staercke : M. Lefèvre
- Guy Lafrance : le père de Claudine
- Tom Novembre : le vigile de la salle de concert
- Gabrielle Lazure : la mère de Claudine
- Vincent Haquin : un garde du corps

## Bande originale
- Wrecked par Imagine Dragons.

## Analyse
- Isabelle Nanty, qui joue la mère de Christian Clavier, a en réalité neuf ans de moins que lui.
- Le nom de Claudine Haignerelle est une référence à la spationaute Claudie Haigneré[réf. nécessaire].